# CAF OARIS
OARIS es una familia de trenes de alta velocidad desarrollada por la compañía ferroviaria española CAF.Sólo se han fabricado 8 unidades para la empresa noruega Flytoget, la Serie 78 de Flytoget, que entró en servicio en 2021. Adicionalmente, se produjo un prototipo para la empresa española Renfe, formando así la Serie 105 de Renfe.Este prototipo fue fabricado entre 2009 y 2011 y estuvo en pruebas por parte de Renfe hasta que en 2023 la empresa Adif lo compró para convertirlo en tren auscultador. Esta unidad nunca entró en servicio comercial de pasajeros.

## Historia del prototipo 105.001

### Construcción (2009-2011)
El OARIS se remonta al Proyecto AVIS de la empresa española CAF, iniciado en 2005 con la intención de crear un tren de alta velocidad que avanzara en diversos campos como la resistencia aerodinámica.
En mayo de 2010 CAF presentó durante el International Rail Forum 2010 (Valencia) una maqueta tamaño natural del OARIS. Ese mismo mes la planta de la empresa en Beasáin comenzó el ensamblaje de los primeros coches del prototipo (los componentes llevaban en producción desde septiembre de 2009). En agosto de 2011 el prototipo finalizó su construcción y en octubre de 2011 el OARIS comenzó sus primeras pruebas en circulación en vía.

### Propiedad de Renfe (2011-2023)
El prototipo fue entregado a Renfe a cambio de una unidad de la Serie 120, serie también producida por CAF para Renfe. Este tren formó la serie 105 de Renfe, siendo numerado como 105.001.El prototipo estuvo haciendo pruebas durante toda la década. Durante las pruebas se alcanzó una velocidad de 352 kilómetros por hora.El último proceso de pruebas comenzó en 2020 en la LAV León-Valladolid. Si bien la intención de Renfe era que el prototipo entrara en servicio comercial bajo la marca Renfe AVE, este hecho nunca se produjo.La homologación del tren por parte de la Agencia Ferroviaria de la Unión Europea se produjo a finales de 2020.
Entre noviembre de 2015 y 2016 CAF intentó hacerse con la adjudicación de un macrocontrato de Renfe para adquirir 30 trenes de alta velocidad. El modelo OARIS de CAF perdería la adjudicación frente a la empresa Talgo y su modelo AVRIL, del que surgiría la Serie 106 de Renfe.

### Propiedad de Adif (desde 2023)
En diciembre de 2022 la empresa Adif-Alta Velocidad sacó a licitación por 17 millones de euros la compra y mantenimiento de un tren de alta velocidad que ya hubiera sido homologado y que fuera de corta longitud.En julio de 2023 la adjudicación de la compra cae sobre el OARIS, que pasa a formar parte del parque de Adif en calidad de tren auscultador de vías.

## Datos técnicos del prototipo 105.001
El 105.001 es un automotor eléctrico que se fabricó con cuatro coches, si bien el OARIS fue diseñado para tener una composición modular, es decir, que pudiera tener cuatro, seis u ocho coches. Por ello presentaba una longitud y capacidad inferior al resto de series de Renfe AVE, midiendo 103 metros y pudiendo llevar a 215 pasajeros. El tren dispone de 8 motores en 4 bogies, por lo que no necesitó de cabezas tractoras y los dos coches laterales se pudieron liberar para pasajeros y sólo incluían la cabina. Sus motores eléctricos se alimentan de una tensión de 25.000 voltios.
Si bien el OARIS se planteó con posibilidad de cambiar de ancho, el 105.001 se construyó con ancho fijo internacional (1.435mm).
El 105.001 ofrece una velocidad máxima comercial de 350 km/h, pero fue homologada a 320 km/h, al menos la versión de cuatro coches. El prototipo ha supuesto una inversión de entre cincuenta y sesenta millones de euros.
El diseño exterior fue realizado por IDD y el interior por el ingeniero de automóviles Giorgetto Giugiaro.

## Serie 78 de Flytoget

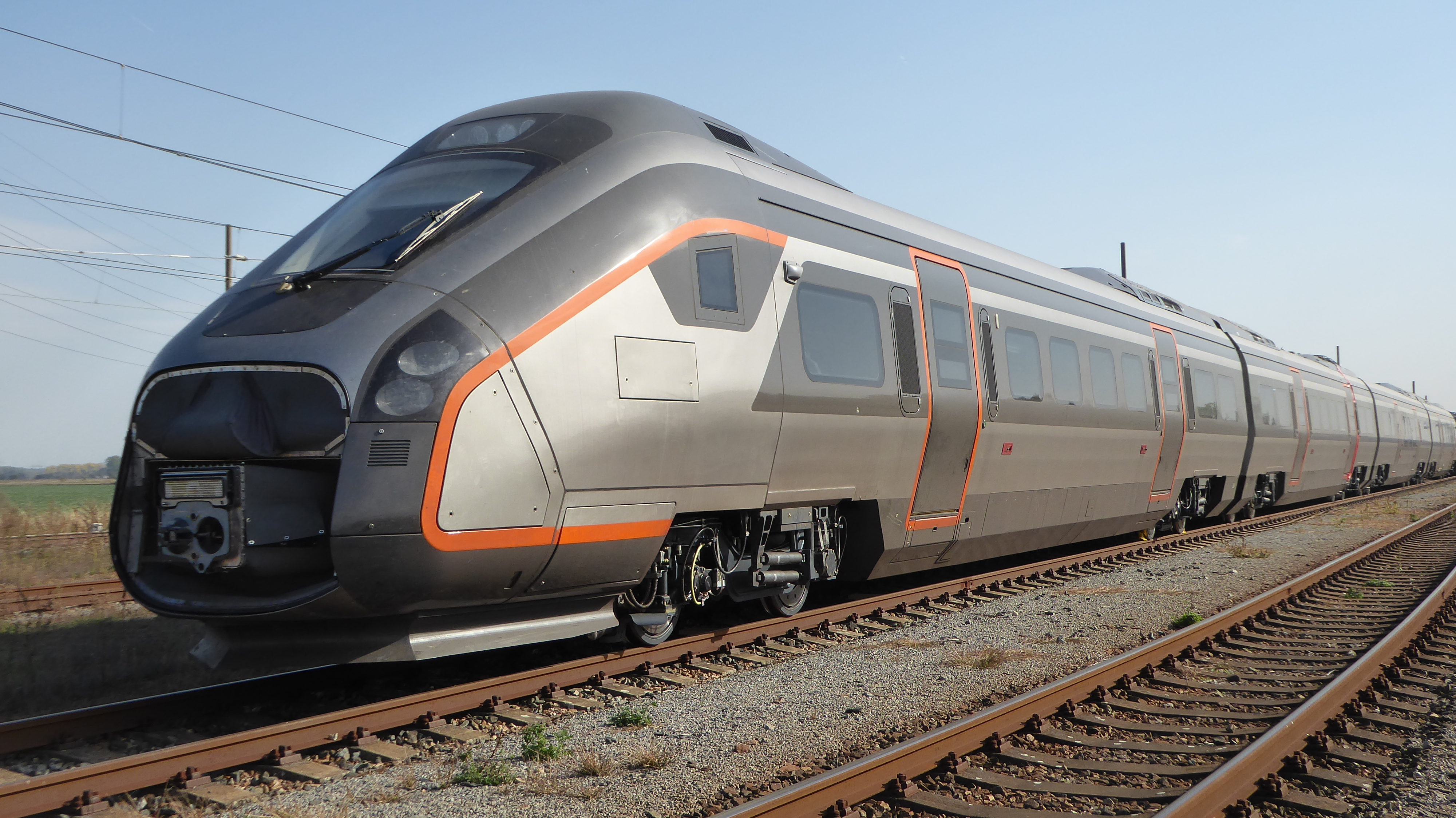
Flytoget Oaris.

En marzo de 2015 la operadora privada noruega Flytoget encargó ocho unidades Oaris de cuatro coches, con capacidad para circular a 245 km/h para el servicio Airport Express del aeropuerto de Oslo (aunque la línea admite una velocidad máxima de 210 km/h). Son los trenes más rápidos de Noruega y vienen a reforzar el servicio que presta la Serie 71.Se diferencian del prototipo 105.001 en su velocidad máxima menor, en su potencia (3.470 kW), en su alimentación (a 15 kV), en su peso (230 toneladas), en su ancho (3,3 metros), mínimamente en su longitud (102,4 metros) y en el número de plazas (238 más 10 asientos plegables) Además, los motores de tracción son de la compañía TSA (TraktionsSysteme, Austria) y tienen de un coche de piso bajo con rampa manual para garantizar el acceso a las Personas con Movilidad Reducida.
Los trenes entraron en circulación el 3 de junio de 2021 y forman parte de la Serie 78 de la compañía.El 24 de junio de 2021 los trenes fueron sacados de la circulación tras observarse grietas en el bastidor de uno de ellos.En enero de 2023 volvieron a su servicio habitual.